# Bronx (cocktail)
Pour les articles homonymes, voir Bronx (homonymie).
Un Bronx est un cocktail, à base de gin, vermouth blanc et rouge, et jus d'orange. Variante du martini (cocktail), il est baptisé du nom de l'arrondissement du Bronx de New York.

## Histoire
L'origine de ce cocktail n'est pas certaine. Il aurait été créé vers 1900 par Joseph Sormani, restaurateur dans le Bronx de New York, ou bien par Johnnie Solan, barman de l’hôtel-restaurant Waldorf-Astoria de Manhattan à New York (d'après le livre The Old Waldorf-Astoria Bar Book de 1935 de l'historien Albert Crockett). Il serait inspiré du duplex (cocktail) (1/3 de gin, 1/3 de vermouth blanc, 1/3 de vermouth rouge, deux traits d'orange amère, un trait de jus d'orange).
Ce cocktail est classé N°3 de la liste « The World's 10 Most Famous Cocktails in 1934 » (Les 10 cocktails les plus célèbres du monde en 1934) derrière les Martini (cocktail) (N°1) et Manhattan (cocktail) (N°2), du guide de cocktail de référence Burke's complete cocktail & drinking recipes : With recipes for food bits for the cocktail hour, du barman Harman Burney Burke, de 1941.
Il est l'une des cinq variantes de cocktails nommés du nom des cinq arrondissements de New York (Manhattan, Brooklyn, Queens, Bronx, et Staten Island, liste des cocktails nommés d'après les arrondissements de New York) avec :
- Manhattan (cocktail), whisky, vermouth, amer
- Brooklyn (cocktail), whisky, vermouth, marasquin, Picon
- Queens (cocktail), gin, vermouth rouge et blanc, jus d'ananas
- Staten Island Ferry (cocktail), Malibu (rhum à la noix de coco), jus d'ananas

## Recette
Mélanger gin, vermouth rouge et blanc, jus d'orange, et glaçons dans un shaker. Verser en filtrant le mélange dans un verre à cocktail glacé,,. Décorer éventuellement avec un zeste d'orange.

Les cinq arrondissements de New York : Manhattan, Brooklyn, Queens, Bronx, et Staten Island (liste des cocktails nommés d'après les arrondissements de New York).

## Ingrédients
- 30 ml de gin
- 10 ml de vermouth blanc
- 10 ml de vermouth rouge
- 10 ml de jus d'orange pressé
- glaçons

## Quelques variantes
- Silver Bronx (avec un blanc d'œuf)
- Golden Bronx (avec un jaune d'œuf)
- Martini (cocktail) (sans jus d'orange)
- Manhattan (cocktail) (whisky, vermouth, amer)
- Brooklyn (cocktail) (whisky, vermouth, picon...)
- Queens (cocktail) (gin, vermouth, jus d'ananas)
- Miami Beach (cocktail) (gin, jus d'ananas, sirop de canne)
- Paradise (cocktail) (gin, liqueur d'abricot, jus d'orange, jus de citron)
- Duplex (cocktail) (1/3 de gin, 1/3 de vermouth blanc, 1/3 de vermouth rouge, deux traits d'orange amère, un trait de jus d'orange).

## Cinéma
- 1934 : L'Introuvable, de W. S. Van Dyke, l'acteur principal William Powell compare les méthodes pour secouer Bronx, Manhattan (cocktail), et Martini (cocktail).

## Littérature
- 1925 : Gatsby le Magnifique, de F. Scott Fitzgerald (servi avec succès durant les fêtes grandioses des années folles de Gatsby le Magnifique).